# 康斯坦丁諾夫斯克區

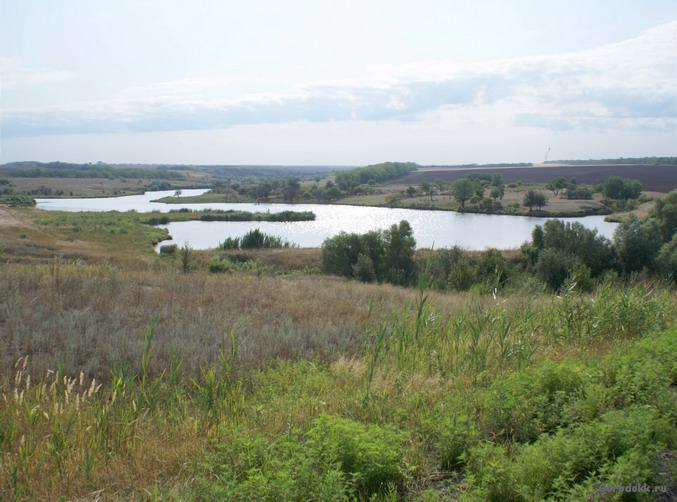

47°35′N 41°06′E / 47.583°N 41.100°E
康斯坦丁諾夫斯克區（俄語：Константиновский район）是俄羅斯的一個區，位於該國西南部，由羅斯托夫州負責管轄，面積2,200平方公里，2010年人口33,159，人口密度每平方公里15.07人。